# Luisinho (football, 1985)
Pour les articles homonymes, voir Luisinho.
Luís Carlos Correia Pinto, dit Luisinho, né le 5 mai 1985 à Porto est un footballeur portugais qui évolue au poste d'arrière latéral.

## Biographie
Né à Porto, Luisinho fait ses débuts en 2004 avec le Sport Clube Vila Real, en 4e division portugaise. Il rejoint le Sporting Braga en 2005, mais il évolue avec l'équipe B et est prêté à Moreirense et Rio Ave.
En janvier 2008, Luisinho rejoint Moreirense pour de bon, puis la saison suivante, il signe pour le Clube Desportivo das Aves.
En 2011, il signe avec Paços de Ferreira où il jouera 28 matches lors de son unique saison avec le club. La saison suivante, Luisinho rejoint le Benfica. Il joue très peu pour le club lisboète et quitte donc Benfica à l'issue de la saison pour signer en Espagne, au Deportivo La Corogne. Il s'agit de son premier contrat à l'étranger. Lors de sa première saison sous le maillot du Deportivo, Luisinho s'impose comme un titulaire quasi indiscutable sur le flanc gauche et contribue à la deuxième place de son club en Liga Adelante, synonyme de remontée en première division.
Le 15 juin 2018, Luisinho s'engage avec la SD Huesca, tout juste promu en première division. Il était en fin de contrat au Deportivo La Corogne, qui venait de tomber en deuxième division.

## Carrière
- 2004-2005 : SC Vila Real ( Portugal)
- 2005-2006 : SC Braga B ( Portugal)
- 2006-2007 : Moreirense ( Portugal)
- 2007 : → Rio Ave ( Portugal)
- 2008-2009 : Moreirense ( Portugal)
- 2009-2011 : CD Aves ( Portugal)
- 2011-2012 : Paços Ferreira ( Portugal)
- 2012-2013 : Benfica ( Portugal)
- 2013-2018 : Deportivo La Corogne ( Espagne)[2],[3]
- 2018- : SD Huesca ( Espagne)

## Palmarès
Avec la SD Huesca, Luisinho remporte la Segunda División en 2020.